# Беляев, Вячеслав Васильевич
Вячеслав Васильевич Беляев (1923—2000) — полковник Советской Армии, участник Великой Отечественной войны, Герой Советского Союза (1945).

## Биография
Вячеслав Беляев родился 15 сентября 1923 года в городе Весьегонск (ныне — Тверской области) в крестьянской семье. Окончил среднюю школу. В июне 1941 года Беляев был призван на службу в Рабоче-крестьянскую Красную Армию. В 1942 году он окончил Пушкинское танковое училище. С июля 1943 года — на фронтах Великой Отечественной войны. Участвовал в боях на Воронежском, 1-м Белорусском и 1-м Украинском фронтах. Дважды был ранен и контужен. К январю 1945 года гвардии старший лейтенант Вячеслав Беляев командовал взводом 1-й гвардейской танковой бригады 8-го гвардейского мехкорпуса 1-й гвардейской танковой армии 1-го Белорусского фронта.
15 января 1945 года 1-я гвардейская танковая армия перешла в наступление с Магнушевского плацдарма и начала движение на Лодзь, Познань, Франкфурт-на-Одере. В числе передовых подразделений был танковый батальон под командованием Владимира Бочковского, в составе которого находился и взвод Беляева. На второй день наступления взвод вышел к реке Пилице у города Нове-Място. По мосту через реку отступали немецкие войска. Беляев принял решение в темноте слиться с колонной противника и незаметно для него перейти через мост. Когда два танка переправились через мост, они были обнаружены. В результате прогремевшего взрыва рухнул один из пролётов моста. В это время танк Беляева находился на мосту, у него загорелся наружный топливный бак. Радист-пулемётчик экипажа Краев Б. А. сбил бак в воду, после чего механик-водитель Александр Тихомиров на большой скорости повёл танк по льду, но лёд не выдержал. Быстро дав задний ход, Тихомиров сумел вывести танк на берег. Когда один из поляков указал брод, танкисты смогли форсировать Пилицу и вступить в бой за город. Нове-Място было освобождено, что позволило отрезать путь отхода немецких войск на Варшаву и захватить большое количество трофеев. 18 января 1945 года взвод Беляева прорвался в городе Александрув-Лудзки, где захватил несколько десятков автомашин с грузами и более сотни пленных солдат и офицеров.
Указом Президиума Верховного Совета СССР от 27 февраля 1945 года за «мужество и героизм, проявленные при форсировании реки Пилица и удержании плацдарма на её западном берегу» гвардии старший лейтенант Вячеслав Беляев был удостоен высокого звания Героя Советского Союза с вручением ордена Ленина и медали «Золотая Звезда» за номером 5142.
28 апреля 1945 года в Берлине Беляев получил тяжёлое ранение, после чего в течение двух лет лечился в Москве. В 1947 году вступил в ВКП(б). После окончания войны продолжил службу в Советской Армии. В 1956 году он окончил Военную академию бронетанковых войск. В 1973 году в звании полковника Беляев был уволен в запас. Проживал и работал в Нижнем Новгороде.
Умер 19 марта 2000 года, похоронен на нижегородском Бугровском кладбище.
Был также награждён орденами Красного Знамени, Отечественной войны 1-й и 2-й степеней, Красной Звезды, а также рядом медалей.